# Козловка (Поріцький район)
Козло́вка (рос. Козловка, чув. Куславкка) — село у складі Поріцького району Чувашії, Росія. Адміністративний центр Козловського сільського поселення.
Населення — 258 осіб (2010; 339 у 2002).
Національний склад:
- росіяни — 94 %